# ليه تومسون (لاعب كرة قدم)
ليه تومسون (بالإنجليزية: Les Thompson)‏ هو لاعب كرة قدم بريطاني، ولد في 3 أكتوبر 1988 في نيوهام في المملكة المتحدة. لعب مع بولتون واندررز وستوكبورت كونتي ونادي توركي يونايتد.

## وصلات خارجية
- ليه تومسون على موقع قاعدة بيانات كرة القدم.إي يو (الإنجليزية)
- ليه تومسون على موقع Soccerbase.com (لاعب) (الإنجليزية)